# Palembapang
Palembapang is een bestuurslaag in het regentschap Lampung Selatan van de provincie Lampung, Indonesië. Palembapang telt 3372 inwoners (volkstelling 2010).